# Bert Grabsch

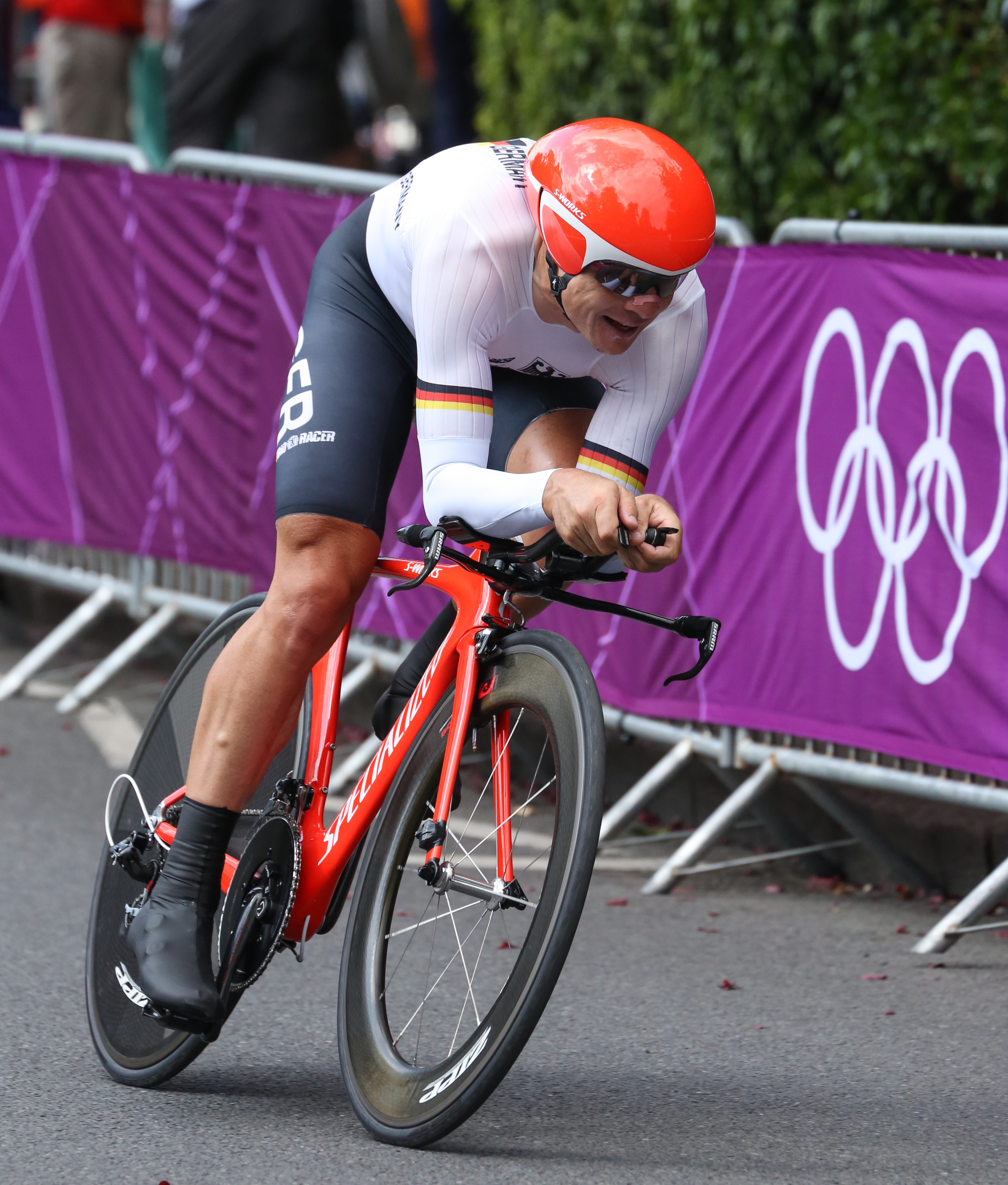
Bert Grabsch under Olympiska sommarspelen 2012 i London.

Bert Grabsch, född 19 juni 1975 i Wittenberg, är en tysk professionell tävlingscyklist. Han blev världsmästare i tempolopp 2008. Grabsch tävlar för UCI ProTour-stallet Omega Pharma-Quick Step.

## Karriär
Bert Grabsch blev professionell 1998 med Agro-Adler-Brandenburg efter att ha tävlat för BSG Chemie Piesteritz och SC DHfK Leipzig som ung och som amatörcyklist. Han fortsatte efter ett år med Agro-Adler-Brandenburg till Team Cologne, med vilka han tävlade fram till och med slutet av 2000. Grabsch fortsatte sedan till det schweiziska stallet Phonak Hearing Systems och tävlade med dem under fem år. När stallets cyklist Floyd Landis testades positivt för dopning under Tour de France 2006 bestämde sig stallet att lägga ned varför Grabsch fortsatte sin professionella karriär i det tyska stallet T-Mobile Team, som dock bytte namn till Team Columbia under säsongen 2008. 
Under säsongen 2007 vann Bert Grabsch etapp 8, ett tempolopp, av Vuelta a España före László Bodrogi och Stijn Devolder.
I slutet av säsongen 2008 vann Grabsch världsmästerskapens tempolopp, en tävling som avgjordes i Varese, Italien. Han vann tävlingen före tvåan Svein Tuft. Tidigare under säsongen blev han tysk nationsmästare i tempolopp, en titel som han också vann under 2007. Under säsongen vann han också Sachsen Tour med 24 sekunder framför Michael Rogers. Under tävlingen vann Grabsch också etapp 4.
I mars 2009 slutade Grabsch tvåa på etapp 3, ett tempolopp, av Vuelta Ciclista a la Región de Murcia bakom Frantisek Rabon. Han blev även tvåa på etapp 4 av International Bayern Rundfahrt bakom sin stallkamrat Tony Martin. Världsmästaren i tempolopp vann etapp 4 av Critérium du Dauphiné Libéré framför Cadel Evans och David Millar. Han vann även de tyska nationsmästerskapen i tempolopp i slutet av juni 2009. 
Grabsch slutade på tredje plats på etapp 4 av Vuelta a España 2009; det efter att de flesta cyklisterna i huvudklungan hade blivit förhindrade att spurta på grund av en masskrasch. Grabsch slutade på tredje plats på Vuelta a Españas sjunde etapp, ett tempolopp, bakom Fabian Cancellara och David Millar.

## Privatliv
Bert Grabsch är yngre bror till Ralf Grabsch, tidigare tävlingscyklist.

## Stall
- Agro-Adler-Brandenburg 1998
- Team Cologne 1999–2000
- Phonak Hearing Systems 2001–2006
- T-Mobile Team 2007
- Team Columbia 2008–2011
- Omega Pharma-Quick Step 2012–